# Pécsi Mecsek FC
Actualités
Le Pécsi Mecsek FC est un club de football hongrois basé à Pécs.

## Historique

### Dates clés
- 1950 : fondation du club sous le nom de Pécsi Dózsa
- 1956 : le club est renommé Pécsi Baranya Dózsa SC
- 1957 : le club est renommé Pécsi Dózsa SC
- 1973 : fusion avec le Pécsi Bányász SC, le Pécsi Ércbányász SC, le Pécsi Helyiipar SK et le Pécsi Ép en Pécsi MSC
- 1995 : le club est renommé Pécsi MFC

### Parcours européen
En Coupe UEFA 1986-1987, le club perd en trente-deuxième de finale contre le Feyenoord Rotterdam 2-1 sur l'ensemble des deux rencontres aller-retour. En Coupe d'Europe des vainqueurs de coupe de football 1990-1991, le club perd au premier tour contre Manchester United 3-0 sur l'ensemble des deux rencontres aller-retour. En Coupe UEFA 1991-1992, le club perd en trente-deuxième de finale contre le VfB Stuttgart 6-3 sur l'ensemble des deux rencontres aller-retour.

## Palmarès
- Championnat de Hongrie
  - Vice-champion : 1986

- Coupe de Hongrie (1)
  - Vainqueur : 1990
  - Finaliste : 1978, 1987

- Coupe de la Ligue hongroise
  - Finaliste : 2009

- Championnat de Hongrie D2 (3)
  - Champion : 1959, 1977, 2003

## Anciens joueurs
- Béla Katzirz
- Antal Roth
- Zoltán Ulveczki